# Flerovio
Il flerovio (precedentemente noto col nome sistematico temporaneo ununquadio, o eka-piombo) è l'elemento con numero atomico 114 indicato con il simbolo Fl, ed è un elemento transuranico sintetico. Il suo nome è stato deciso dall'IUPAC in onore del fisico russo Georgij Flërov.
Sono stati osservati circa 80 decadimenti radioattivi del flerovio, 50 diretti e 30 derivanti dal decadimento del livermorio e dell'oganesson. Tutti i decadimenti sono stati assegnati ai sei isotopi dal 284 al 289. Ad oggi l'isotopo più longevo conosciuto è il 289Fl con un'emivita di circa 2,6 secondi, tuttavia ci sarebbero osservazioni di un isomero nucleare, il 289bFl, con una emivita di circa 66 secondi, che così sarebbe uno degli elementi più longevi della regione degli elementi superpesanti.
Studi chimico-fisici eseguiti nel 2007, indicano che il flerovio quasi sicuramente non possiede proprietà predette dalla tavola periodica e sembrerebbe essere il primo elemento superpesante avente proprietà simili ai gas nobili dovute agli effetti relativistici della sua grande massa. Tuttavia potrebbe avere proprietà simili a quelle del piombo e dello stagno.

## Storia
Nel dicembre 1998, alcuni scienziati dell'Istituto unito per la ricerca nucleare di Dubna in Russia, bombardarono degli atomi di plutonio-244 con ioni calcio 48Ca. Fu sintetizzato un singolo atomo di flerovio 289Fl, decaduto a 9,67 MeV in particelle alfa dopo 30 secondi. L'osservazione è stata pubblicata successivamente nel gennaio 1999. Tuttavia la catena di decadimento osservata non è stata replicata e l'esatta identità dell'elemento è quindi sconosciuta, si pensa che fosse un isomero meta-stabile, il 289mFl.
Nel marzo 1999, lo stesso team rimpiazzò il 244Pu con il 242Pu per produrre altri isotopi. Questa volta ottennero due atomi di flerovio, decaduti sempre con emissione di particelle α a 10,29 MeV dopo 5,5 secondi. Gli isotopi sono stati assegnati al 287Fl. Ancora una volta, è stato impossibile replicare la catena di decadimento ottenuta, andando ad assegnare il tutto al probabile isomero meta-stabile 287mFl.
La scoperta, confermata al giorno d'oggi, del flerovio è stata fatta nel giugno 1999 quando il gruppo di Dubna ripeté la reazione con il plutonio-244. Furono prodotti due atomi dell'elemento 114, decaduti in α con 9,82 MeV dopo 2,6 secondi.
Questa attività fu erroneamente assegnata al 288Fl, ma studi successivi eseguiti in dicembre del 2002 hanno assegnato l'attività al 289Fl.
Nel maggio del 2009 il gruppo di lavoro JWP della IUPAC pubblicò un resoconto sulla scoperta del copernicio dove veniva indicata la scoperta dell'isotopo 283Cn. Ciò di fatto implica la scoperta del flerovio, dall'analisi dei dati per la sintesi relativa al copernicio. Nel 2011 la IUPAC ha valutato gli esperimenti del team di Dubna dal 1999 al 2007 considerando quindi conclusiva la scoperta dell'elemento 114 e la sua identificazione come flerovio.
Inoltre la scoperta del flerovio, come 287Fl e 286Fl, è confermata nel gennaio 2009 a Berkeley, seguita dalla conferma del 288Fl e del 289Fl nel luglio 2009 al GSI.

## Nucleosintesi
Di seguito sono elencati alcune coppie di proiettile e bersaglio usate per la produzione di nuclei composti con Z = 114.
| Bersaglio | Proiettile | CN    | Risultato       |
| --------- | ---------- | ----- | --------------- |
| 208Pb     | 76Ge       | 284Fl | Fallito         |
| 232Th     | 54Cr       | 286Fl | Da sperimentare |
| 238U      | 50Ti       | 288Fl | Da sperimentare |
| 244Pu     | 48Ca       | 292Fl | Successo        |
| 242Pu     | 48Ca       | 290Fl | Successo        |
| 240Pu     | 48Ca       | 288Fl | Successo        |
| 239Pu     | 48Ca       | 287Fl | Successo        |
| 248Cm     | 40Ar       | 288Fl | Da sperimentare |
| 249Cf     | 36S        | 285Fl | Da sperimentare |

### Fusione fredda
Questa sezione si riferisce alla possibile sintesi di nuclei di flerovio da reazioni di fusione fredda. Sono processi in cui vengono prodotti dei nuclei a bassa energia cinetica (~10–20 MeV) in modo da avere maggiori probabilità di "sopravvivenza" del nucleo. I nuclei eccitati decadono successivamente allo stato normale emettendo soltanto uno o due neutroni.
- 208Pb(76Ge,xn)284−xFl

Il primo tentativo di sintesi dell'elemento 114 con fusione fredda è stato eseguito al Grand accélérateur national d'ions lourds (GANIL) in Francia nel 2003. Nessun atomo fu rilevato con una risoluzione di 1,2 pb.
| Proiettile | Bersaglio | Isotopo | Resa 1n | Resa 2n | Resa 3n |
| ---------- | --------- | ------- | ------- | ------- | ------- |
| 76Ge       | 208Pb     | 284Fl   | <1,2 pb | nulla   | nulla   |

### Fusione termonucleare
Questa sezione si riferisce alla possibile sintesi di nuclei di flerovio da reazioni di fusione nucleare ad alte temperature. Sono processi in cui vengono prodotti nuclei ad alta energia cinetica (~40–50 MeV) che da una maggiore probabilità di riuscita dell'esperimento, ma anche ad una minore "sopravvivenza" dei nuclei prodotti. I nuclei decadono con l'emissione di 3-5 neutroni.
Le reazioni di fusione per la produzione di flerovio si fanno con le stesse combinazioni bersaglio-proiettile, ma se si usano atomi di 48Ca si producono solitamente nuclei con energia cinetica intermedia (~30–35 MeV).
- 244Pu(48Ca,xn)292−xFl (x=3,4,5)

Il primo esperimento per la sintesi del flerovio con questa tecnica e la combinazione sopra citata è stato sperimentato proprio dal gruppo di ricerca di Dubna nel novembre 1998. Rilevarono una singola, lunga catena di decadimento, assegnata al 289Fl. La reazione fu ripetuta nel 1999 e furono rilevati altri due atomi di flerovio. I prodotti furono assegnati al 288Fl.
Il team continuò lo studio delle reazioni nel 2002, rilevando tre atomi di 289Fl, venti atomi del nuovo isotopo 288Fl ed un atomo dell'isotopo 287Fl. Studiando la chimica del copernicio 285Cn, fu ripetuta la reazione nell'aprile 2007, sorprendentemente furono rilevati, direttamente dalla collaborazione tra gli istituti PSI-FLNR, due atomi di 288Fl, ponendo così le basi per l'inizio dello studio del flerovio.
Nel giugno 2008, l'esperimento fu ripetuto per confermare l'identità dell'isotopo 289Fl. Fu rilevato un solo atomo e furono anche confermate le proprietà simili a quelle dei gas-nobili.
Da maggio e luglio del 2009, il team al GSI studiò questa reazione per la prima volta, come passo verso la sintesi del tennesso (elemento 117). Il team fu capace di confermare la sintesi e i dettagli sul decadimento del 288Fl e 289Fl, producendo nove atomi del primo isotopo e quattro del secondo.
- 242Pu(48Ca,xn)290−x114 (x=2,3,4,5)

La sopracitata reazione è stata studiata per la prima volta con la tecnica di fusione nucleare sempre dal team di Dubna in marzo-aprile del 1999 e furono rilevati due atomi di flerovio, assegnati a 287Fl. La reazione fu ripetuta nel settembre 2003 per avere una conferma dei dati sul decadimento del 287Fl e 283Cn perché erano stati raccolti dati conflittuali.
Gli scienziati russi fornirono tutti i dati di decadimento del 288Fl, 287Fl e 286Fl.
Nell'aprile 2006, con l'aiuto degli istituti Paul Scherrer Institute (PSI) e il Flerov Laboratory of Nuclear Reactions (FLNR), la reazione fu usata per determinare le proprietà chimiche del copernicio producendo 283Cn. In un esperimento di conferma dell'aprile 2007, il team rilevò direttamente il 287Fl e misurò alcuni dati iniziali sulle proprietà chimiche del flerovio.
Il team di Berkeley continuò i loro studi usando come bersaglio il 242Pu e provando la sintesi del flerovio nel gennaio 2009 con la reazione sopracitata. Nel settembre 2009 riportarono la rilevazione di due atomi di flerovio, 287Fl e 286Fl, confermando la catena di decadimento e le proprietà riportate dal laboratorio FLNR del JINR.
Con la collaborazione tra il Paul Scherrer Institute (PSI) e il Flerov Laboratory of Nuclear Reactions (FLNR) del Joint Institute for Nuclear Research (JINR), nell'aprile del 2009 fu prodotto un nuovo studio sulla chimica del flerovio sfruttando la reazione. Fu rilevato un solo atomo di 283Cn.
Nel dicembre 2010, il team al Lawrence Berkeley National Laboratory (LBNL) ha annunciato la sintesi di un singolo atomo del nuovo isotopo 285Fl con la consecutiva osservazione di 5 isotopi di elementi figlio.
- 240Pu(48Ca,xn)288−xFl (x=3,4)

Nel 2015, il gruppo al JINR ha studiato questa reazione. Ha trovato 3 atomi di 285Fl con uno schema di decadimento, come nella ricerca del 2010; ha confirmato quelli risulti. È stato anche scoperto il nuovo isotopo 284Fl nella stessa reazione; quello isotopo subisce fissione nucleare con un'emivita di 2,5 millisecondi.
- 239Pu(48Ca,xn)287−xFl (x=3)

Un altro atomo di 284Fl è stato prodotto in questa reazione, ma la risoluzione è più bassa dell'altra reazione. Questo forse indica i limiti degli effetti dell'isola di stabilità.
| Proiettile | Bersaglio | Isotopo | Resa 2n          | Resa 3n          | Resa 4n          | Resa 5n           |
| ---------- | --------- | ------- | ---------------- | ---------------- | ---------------- | ----------------- |
| 48Ca       | 242Pu     | 290Fl   | 0,5 pb, 32,5 MeV | 3,6 pb, 40,0 MeV | 4,5 pb, 40,0 MeV | <1,4 pb, 45,0 MeV |
| 48Ca       | 244Pu     | 292Fl   | nulla            | 1,7 pb, 40,0 MeV | 5,3 pb, 40,0 MeV | 1,1 pb, 52,0 MeV  |

### Prodotto di decadimento
Gli isotopi di flerovio sono stati anche osservati nella catena di decadimento del livermorio e dell'oganesson.
| Residuo d'evaporazione | Isotopo dell'Fl osservato |
| ---------------------- | ------------------------- |
| 293Lv                  | 289Fl                     |
| 292Lv                  | 288Fl                     |
| 291Lv                  | 287Fl                     |
| 294Og, 290Lv           | 286Fl                     |

La catena di decadimento dall'oganesson è la seguente:
- 293Og → 289Lv + 4He (0,12 millisecondi)
- 289Lv → 285Fl + 4He (0,60 millisecondi)
- 285Fl → 281Cn + 4He (0,58 millisecondi)
- 281Cn → 277Rg + 4He (0,89 millisecondi)
- 277Rg → 273Hs + 4He (3 millisecondi)
- 273Hs → 269Sg + 4He (1,2 secondi)

### Cronologia di scoperta degli isotopi
Gli elementi contrassegnati con ? non sono stati confermati.
| Isotopo | Anno di scoperta | Reazione usata  |
| ------- | ---------------- | --------------- |
| 285Fl   | 2010             | 242Pu (48Ca,5n) |
| 286Fl   | 2002             | 249Cf (48Ca,3n) |
| 287aFl  | 2002             | 244Pu (48Ca,5n) |
| 287bFl? | 1999             | 242Pu (48Ca,3n) |
| 288Fl   | 2002             | 244Pu (48Ca,4n) |
| 289aFl  | 1999             | 244Pu (48Ca,3n) |
| 289bFl? | 1998             | 244Pu (48Ca,3n) |